# Cantonul Porto-Vecchio
Cantonul Porto-Vecchio este un canton din arondismentul Sartène, departamentul Corse-du-Sud, regiunea Corsica, Franța.

## Comune
| Comune         | Populație (1999) | Cod poștal | Cod INSEE |
| -------------- | ---------------- | ---------- | --------- |
| Conca          | 1.097            | 20135      | 2A092     |
| Lecci          | 1.419            | 20137      | 2A139     |
| Porto-Vecchio  | 10.064           | 20137      | 2A247     |
| Sari-Solenzara | 1.385            | 20145      | 2A269     |